# Haemaphysalis megaspinosa
Haemaphysalis megaspinosa este o specie de căpușe din genul Haemaphysalis, familia Ixodidae, descrisă de Saito în anul 1969. Conform Catalogue of Life specia Haemaphysalis megaspinosa nu are subspecii cunoscute.